# موری ریلی
موری ریلی (انگلیسی: Murray Riley; ۵ اکتبر ۱۹۲۵ – 2020 (aged 94)) افسر پلیس، Olympian، بزه اهل استرالیا بود.
وی در مسابقات کشوری و بین‌المللی در مجموع برندهٔ ۲ مدال طلا، ۱ مدال برنز شده‌است.